# 12670 Пассарґеа
12670 Пассарґеа (12670 Passargea) — астероїд головного поясу, відкритий 22 вересня 1979 року.
Тіссеранів параметр щодо Юпітера — 3,621.